# 中国青年党南京市党部
中国青年党南京市党部是中国青年党在南京市设立的市级组织，1925年12月成立，1949年解散。

## 历史
中国青年党起初在南京组织畅社，1925年12月成立全国国家主义团体联合会南京分会，抗日戰爭前设中国青年党南京支部。日军占领南京后，设中国青年党南京市支部，1942年将安徽省支部并入。抗战胜利后重组南京市党部。南京解放前夕解散。

## 组织结构
南京市党部设组织、宣传、文化、青年等部门。1945年前下设小组，1945年后设区党部，区党部下设区分部、小组。另设南京市团部。